# 蜘蛛怪咖
〈蜘蛛怪咖〉（英語：Web Weirdos）是《探險活寶》第四季的第3集。在卡通頻道2012年4月16日播出。本集以阿寶和老皮為主角。在這一集裡，阿寶必須幫助一對脾氣暴躁的蜘蛛夫婦，他們的名字是巴布和艾德，他和老皮被吃掉之前和解。